# Géraud François Gustave Réveilhac

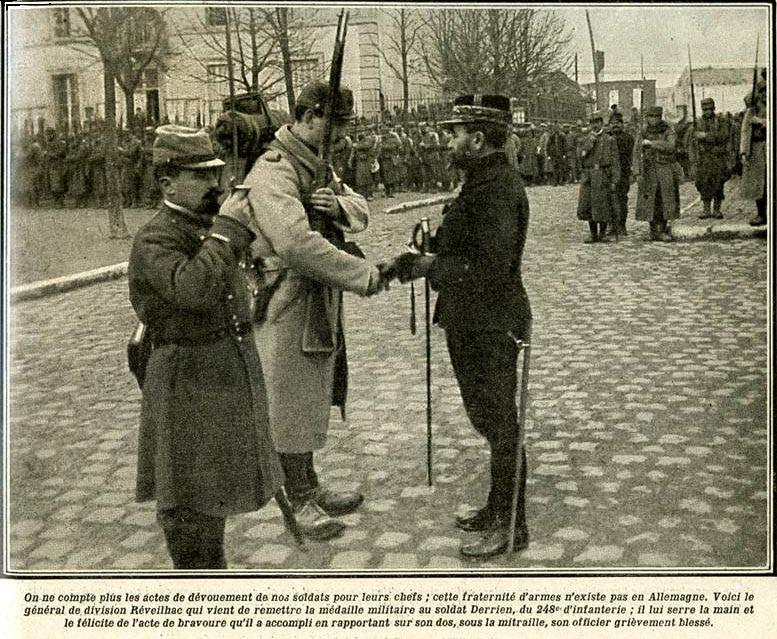
Général Réveilhac überreicht die Médaille militaire an den Soldaten Derrien, welcher einem Offizier das Leben gerettet hat.

Géraud François Gustave Réveilhac (* 16. Februar 1851 als Sohn von Robert Réveilhac und Marguerite Redon in Aurillac; † 26. Februar 1937 in Savenay) war Général de division der französischen Armee.
Seit dem 21. Dezember 1909 war er Général de brigade und kommandierte bei Ausbruch des Ersten Weltkrieges die „119e brigade d’infanterie de réserve“ (119. Reserve-Infanteriebrigade) der „60e division d’infanterie“ (60. Infanteriedivision) von Général de division Joppé.
Am 25. September 1914, nach der Ersten Marneschlacht, wurde er mit der Führung dieser Division beauftragt. Als Offizier nahm er keinerlei Rücksicht auf das Leben seiner Männer. Am 10. März 1915 hatten sich die Soldaten einer bereits schwer dezimierten Kompanie während der Winterschlacht in der Champagne geweigert, in einer militärisch aussichtslosen Situation noch einmal aus ihren Schützengräben zu klettern und erneut eine schwer befestigte deutsche Stellung in Souain im Département Marne anzugreifen. Réveilhac hatte daraufhin seiner Artillerie befohlen, das Feuer auf die eigenen Stellungen zu eröffnen, was der verantwortliche Artilleriekommandant Colonel Bérubéden aber verweigerte. Eine Woche später, am 16. März 1915, wurden vier zufällig ausgewählte Korporale (die später so genannten Caporaux de Souain) in einem eintägigen Kriegsgerichtsverfahren wegen Befehlsverweigerung zum Tode verurteilt und am folgenden Tag erschossen, um an ihnen ein Exempel zu statuieren.
Auf dem Friedhof von Sartilly steht ein Denkmal für einen von ihnen, Théophile Maupas. Dieses Denkmal war bereits 1925 errichtet worden, noch bevor die Hingerichteten am 3. März 1934 offiziell rehabilitiert wurden.
Auch befahl Réveilhac einen militärisch sinnlosen Angriff mit der Begründung, die statistische Verlustrate in diesem Fall sei noch nicht erreicht.
Nach dem Ende des Krieges wurde dem nunmehrigen Général de division der Titel eines Grand officier der Légion d’honneur verliehen. Ein 1919 verabschiedetes Amnestiegesetz, das Verantwortliche für standrechtliche Hinrichtungen von jeder disziplinarischen Verantwortlichkeit ausnahm, verhinderte eine nachträgliche Belangung für die Todesurteile. Er kehrte in seine Heimat zurück und starb 1937 friedlich in seinem Bett.

## Nachweise
1. ↑  Veröffentlicht in: Le Pays de France, n°27, 22. April 1915.
2. ↑  Acte de naissance de Géraud François Gustave Réveilhac (Mairie d'Aurillac - acte daté du 18 février 1851).
3. ↑  « Annuaire militaire de 1913 », sur web.genealogies.free.fr.
4. ↑  Général de division Maurice Joppé (29 novembre 1852 – 4 janvier 1927).
5. 1 2  Roger Monclin, Les damnés de la guerre - Les crimes de la justice militaire (1914–1918), Mignolet & Storz, Paris, 1934.
6. ↑  Fischer, Ralf Michael, „A pleasant atmosphere in which to work“. Wechselwirkungen zwischen Schein und Sein im filmischen Raum von Stanley Kubricks Paths of Glory (USA 1957), S. 302.
7. ↑  Pierre Combescot: "Les fusillés de l'aube" L'Express, 30. Dezember 1993, abgerufen am 13. Juli 2020.
8. ↑  Citation étrangère|lang=en|Press: Paris Muckraker, article sur Le Crapouillot, Time Magazine, 2 décembre 1935, sur www.time.com.